# Але Бузе (Тревизо)
Але Бузе (итал. Alle Buse) је насеље у Италији у округу Тревизо, региону Венето.
Према процени из 2011. у насељу је живело 34 становника. Насеље се налази на надморској висини од 49 м.